# Gebangarum
Gebangarum is een bestuurslaag in het regentschap Demak van de provincie Midden-Java, Indonesië. Gebangarum telt 2997 inwoners (volkstelling 2010).